# Chymomyza costata
Chymomyza costata är en tvåvingeart som först beskrevs av Zetterstedt 1838.  Chymomyza costata ingår i släktet Chymomyza och familjen daggflugor. Arten är reproducerande i Sverige. Inga underarter finns listade i Catalogue of Life.